# هلال (یمن)
 هلال  نام روستایی است در ناحیهٔ (مرخة)، قضاء البیضاء، از توابع استان بیضاء در کشور یمن در شبه جزیره عربستان است. 
جمعیت آن ۱۰۷ نفر (۸ خانوار) می‌باشد.